# El Prado-Parque de María Luisa
El Prado-Parque de María Luisa es un barrio de Sevilla (España), que pertenece al distrito Sur. Está situado en la zona noroeste del distrito, ocupando la mayor parte de los terrenos de la Exposición Iberoamericana de Sevilla de 1929. Limita al este con los barrios de Huerta de la Salud y El Porvenir; al norte, con el distrito Nervión; al oeste, con el distrito Casco Antiguo; y al sur, con el distrito de Bellavista-La Palmera.

## Lugares de interés
- Parque de María Luisa
- Plaza de España
- Museo Arqueológico de Sevilla
- Museo de Artes y Costumbres Populares
- Prado de San Sebastián